# Општина Сан Хосе Тенанго (Оахака)
Сан Хосе Тенанго (шп. San José Tenango) општина је у Мексику у савезној држави Оахака. Општина се налази на надморској висини од 760 м.

## Становништво
Према подацима из 2010. у општини је живело 18478 становника.

### Хронологија
| Година       | 2000                 | 2005                | 2010                |
| ------------ | -------------------- | ------------------- | ------------------- |
| Становништво | 19969 (9839 / 10130) | 18120 (8805 / 9315) | 18478 (8929 / 9549) |

### Попис
| \| \| м \| \| \| ж \| \| 0—2 \| 621 \| \| \| 549 \| \| 3—5 \| 704 \| \| \| 677 \| \| 6—11 \| 1.544 \| \| \| 1.538 \| \| 12—14 \| 811 \| \| \| 795 \| \| 15—17 \| 656 \| \| \| 668 \| \| 18—24 \| 860 \| \| \| 913 \| \| 60+ \| 982 \| \| \| 1.177 \| \| Просек : \| 25,8 \| \| \| 27,5 \| |       |  |  |       |
| |       |  |  |       |
| | м     |  |  | ж     |
| 0—2 | 621   |  |  | 549   |
| 3—5 | 704   |  |  | 677   |
| 6—11 | 1.544 |  |  | 1.538 |
| 12—14 | 811   |  |  | 795   |
| 15—17 | 656   |  |  | 668   |
| 18—24 | 860   |  |  | 913   |
| 60+ | 982   |  |  | 1.177 |
| Просек : | 25,8  |  |  | 27,5  |

| #   | Индикатор                                                                                        | Вредност |
| --- | ------------------------------------------------------------------------------------------------ | -------- |
| 1   | Становништво од 0 до 2 године                                                                    | 1170     |
| 2   | Мушко становништво од 0 до 2 године                                                              | 621      |
| 3   | Женско становништво од 0 до 2 године                                                             | 549      |
| 4   | Становништво са 3 и више година                                                                  | 17294    |
| 5   | Мушко становништво са 3 и више година                                                            | 8300     |
| 6   | Женско становништво са 3 и више година                                                           | 8994     |
| 7   | Становништво са 5 и више година                                                                  | 16380    |
| 8   | Мушко становништво са 5 и више година                                                            | 7822     |
| 9   | Женско становништво са 5 и више година                                                           | 8558     |
| 10  | Становништво са 12 и више година                                                                 | 12831    |
| 11  | Мушко становништво са 12 и више година                                                           | 6052     |
| 12  | Женско становништво са 12 и више година                                                          | 6779     |
| 13  | Становништво са 15 и више година                                                                 | 11225    |
| 14  | Мушко становништво са 15 и више година                                                           | 5241     |
| 15  | Женско становништво са 15 и више година                                                          | 5984     |
| 16  | Становништво са 18 и више година                                                                 | 9901     |
| 17  | Мушко становништво са 18 и више година                                                           | 4585     |
| 18  | Женско становништво са 18 и више година                                                          | 5316     |
| 19  | Становништво од 3 до 5 година                                                                    | 1381     |
| 20  | Мушко становништво од 3 до 5 година                                                              | 704      |
| 21  | Женско становништво од 3 до 5 година                                                             | 677      |
| 22  | Становништво од 6 до 11 година                                                                   | 3082     |
| 23  | Мушко становништво од 6 до 11 година                                                             | 1544     |
| 24  | Женско становништво од 6 до 11 година                                                            | 1538     |
| 25  | Становништво од 8 до 14 година                                                                   | 3695     |
| 26  | Мушко становништво од 8 до 14 година                                                             | 1861     |
| 27  | Женско становништво од 8 до 14 година                                                            | 1834     |
| 28  | Становништво од 12 до 14 година                                                                  | 1606     |
| 29  | Мушко становништво од 12 до 14 година                                                            | 811      |
| 30  | Женско становништво од 12 до 14 година                                                           | 795      |
| 31  | Становништво од 15 до 17 година                                                                  | 1324     |
| 32  | Мушко становништво од 15 до 17 година                                                            | 656      |
| 33  | Женско становништво од 15 до 17 година                                                           | 668      |
| 34  | Становништво од 18 до 24 године                                                                  | 1773     |
| 35  | Мушко становништво од 18 до 24 године                                                            | 860      |
| 36  | Женско становништво од 18 до 24 године                                                           | 913      |
| 37  | Женско становништво од 15 до 49 година                                                           | 4102     |
| 38  | Становништво са 60 и више година                                                                 | 2159     |
| 39  | Мушко становништво са 60 и више година                                                           | 982      |
| 40  | Женско становништво са 60 и више година                                                          | 1177     |
| 41  | Однос између мушкараца и жена                                                                    | 93.51    |
| 42  | Становништво од нуле до 14 година                                                                | 7239     |
| 43  | Становништво од 15 до 64 године                                                                  | 9618     |
| 44  | Становништво од 65 година и више                                                                 | 1607     |
| 45  | Просечан број деце                                                                               | 3.31     |
| 46  | Становништво рођено у ентитету                                                                   | 18217    |
| 47  | Мушко становништво рођено у ентитету                                                             | 8797     |
| 48  | Женско становништво рођено у ентитету                                                            | 9420     |
| 49  | Становништво рођено у другом ентитету                                                            | 239      |
| 50  | Мушко становништво рођено у другом ентитету                                                      | 119      |
| 51  | Женско становништво рођено у другом ентитету                                                     | 120      |
| 52  | Становништво од 5 година и више резидентно у ентитету у јуну 2005. године                        | 16033    |
| 53  | Мушко становништво старосног доба од 5 година и више, резидентно у ентитету у јуну 2005. године  | 7637     |
| 54  | Женско становништво старосног доба од 5 и више година, резидентно у ентитету у јуну 2005. године | 8396     |
| 55  | Становништво од 5 година и више које је живело у другом ентитету у јуну 2005. године             | 287      |
| 56  | Мушко становништво старије од 5 година које је живело у другом ентитету у јуну 2005. године      | 157      |
| 57  | Женско становништво старије од 5 година које је живело у другом ентитету у јуну 2005. године     | 130      |
| 58  | Становништво од 3 године и више које говори аутохтони језик                                      | 16860    |
| 59  | Мушко становништво старо 3 године и више које говори аутохтони језик                             | 8091     |
| 60  | Женско становништво старо 3 године и више које говори аутохтони језик                            | 8769     |
| 61  | Становништво од 3 године и више које говори аутохтони језик и не говори шпански језик            | 7735     |
| 62  | Мушко становништво старо 3 године и више које говори аутохтони језик и не говори шпански         | 3476     |
| 63  | Женско становништво старо 3 године и више које говори аутохтони језик и не говори шпански језик  | 4259     |
| 64  | Становништво старо 3 године и више које говори аутохтони језик и шпански                         | 8996     |
| 65  | Мушко становништво старо 3 године и више које говори аутохтони језик и шпански                   | 4557     |
| 66  | Женско становништво старо 3 године и више које говори аутохтони језик и шпански                  | 4439     |
| 67  | Становништво од 5 година и више које говори аутохтони језик                                      | 16034    |
| 68  | Становништво од 5 година и више које говори аутохтони језик и не говори шпански језик            | 7176     |
| 69  | Становништво од 5 година и више које говори аутохтони језик и говори шпански језик               | 8734     |
| 70  | Становништво у домородачким домаћинствима                                                        | 18433    |
| 71  | Становништво са ограничењима у активностима                                                      | 1441     |
| 72  | Становништво са ограниченим ходањем или кретањем, горе или доле                                  | 576      |
| 73  | Становници са ограничењима вида, чак и уз кориштење сочива                                       | 576      |
| 74  | Становништво са ограничењима говора, комуникације или конверзације                               | 77       |
| 75  | Становништво са ограниченим слухом                                                               | 221      |
| 76  | Становништво са ограничењима при одевању, купању или јелу                                        | 35       |
| 77  | Становништво са ограничењима у опажању или учењу једноставних ствари                             | 37       |
| 78  | Становништво са менталним ограничењима                                                           | 88       |
| 79  | Становништво без ограничења активности                                                           | 16900    |
| 80  | Становништво од 3 до 5 година које не похађа школу                                               | 884      |
| 81  | Мушко становништво од 3 до 5 година које не похађа школу                                         | 463      |
| 82  | Женско становништво од 3 до 5 година које не похађа школу                                        | 421      |
| 83  | Становништво од 6 до 11 година које не похађа школу                                              | 239      |
| 84  | Мушко становништво од 6 до 11 година које не похађа школу                                        | 126      |
| 85  | Женско становништво од 6 до 11 година које не похађа школу                                       | 113      |
| 86  | Становништво од 12 до 14 година које не похађа школу                                             | 185      |
| 87  | Мушко становништво од 12 до 14 година које не похађа школу                                       | 107      |
| 88  | Женско становништво од 12 до 14 година које не похађа школу                                      | 78       |
| 89  | Становништво од 15 до 17 година похађа школу                                                     | 879      |
| 90  | Мушко становништво од 15 до 17 година похађа школу                                               | 446      |
| 91  | Женско становништво између 15 и 17 година живота у школи                                         | 433      |
| 92  | Становништво од 18 до 24 године похађа школу                                                     | 290      |
| 93  | Мушко становништво од 18 до 24 године похађа школу                                               | 151      |
| 94  | Женско становништво од 18 до 24 године похађа школу                                              | 139      |
| 95  | Становништво од 8 до 14 година које не може да чита и пише                                       | 823      |
| 96  | Мушко становништво старосног доба од 8 до 14 година које не може да чита и пише                  | 463      |
| 97  | Женско становништво старосног доби од 8 до 14 година које не може да чита и пише                 | 360      |
| 98  | Становништво од 15 година и више које је неписмено                                               | 4734     |
| 99  | Мушко становништво од 15 година и више које је неписмено                                         | 1777     |
| 100 | Женско становништво од 15 година и више које је неписмено                                        | 2957     |
| 101 | Становништво старо 15 и више година без школовања                                                | 3796     |
| 102 | Мушко становништво старо 15 и више година без школовања                                          | 1297     |
| 103 | Женско становништво старо 15 и више година без школовања                                         | 2499     |
| 104 | Становништво старосног доба 15 и више година са непотпуним основним образовањем                  | 3285     |
| 105 | Мушко становништво старосног доба од 15 година и више са непотпуном основним образовањем         | 1735     |
| 106 | Женско становништво старосног доба 15 и више година са непотпуном основним образовањем           | 1550     |
| 107 | Становништво старо 15 и више година са комплетним основним образовањем                           | 1327     |
| 108 | Мушко становништво старо 15 година и више са комплетним основним образовањем                     | 730      |
| 109 | Женско становништво старо 15 и више година са комплетним основним образовањем                    | 597      |
| 110 | Становништво старосног доба 15 и више година са непотпуним средњим образовањем                   | 700      |
| 111 | Мушко становништво старосног доба од 15 година и више са непотпуним средњим образовањем          | 393      |
| 112 | Женско становништво старосног доба од 15 година и више са непотпуним средњим образовањем         | 307      |
| 113 | Становништво старо 15 и више година са пуним секундарном образовањем                             | 1205     |
| 114 | Мушко становништво старосног доба од 15 година и више са пуним секундарном образовањем           | 627      |
| 115 | Женско становништво старосног доба од 15 година и више са пуним секундарном образовањем          | 578      |
| 116 | Становништво старије од 18 година са постосновним образовањем                                    | 729      |
| 117 | Мушко становништво старије од 18 година са постосновним образовањем                              | 379      |
| 118 | Женско становништво старије од 18 година са постосновним образовањем                             | 350      |
| 119 | Просечна оцена школовања                                                                         | 4.03     |
| 120 | Просечан ниво образовања мушке популације                                                        | 4.56     |
| 121 | Просечан ниво образовања женског становништва                                                    | 3.56     |
| 122 | Економски активно становништво                                                                   | 5100     |
| 123 | Економски активна мушка популација                                                               | 4240     |
| 124 | Економски активна женска популација                                                              | 860      |
| 125 | Становништво које није економски активно                                                         | 7628     |
| 126 | Мушко становништво које није економски активно                                                   | 1737     |
| 127 | Женско становништво које није економски активно                                                  | 5891     |
| 128 | Запослено становништво                                                                           | 4702     |
| 129 | Запослено мушко становништво                                                                     | 3880     |
| 130 | Запослено женско становништво                                                                    | 822      |
| 131 | Незапослена популација                                                                           | 398      |
| 132 | Незапослена мушка популација                                                                     | 360      |
| 133 | Незапослена женска популација                                                                    | 38       |
| 134 | Становништво без права на здравствене услуге                                                     | 7190     |
| 135 | Становништво које има право на здравствене услуге                                                | 11096    |
| 136 | Становништво које има право на ИМСС                                                              | 4794     |
| 137 | Становништво које има право на социјално осигурање                                               | 163      |
| 138 | Становништво које има право на државно социјално осигурање                                       | 11       |
| 139 | Становништво које има право на опште осигурање или здравствено осигурање за нову генерацију      | 6098     |
| 140 | Становништво које је било једном или није било у браку током 12 година и више                    | 4888     |
| 141 | Венчано или уједињено становништво од 12 година и више                                           | 6554     |
| 142 | Становништво које је било у браку или уједињено 12 година и више                                 | 1303     |
| 143 | Становништво са католичком религијом                                                             | 15983    |
| 144 | Протестанти, еванђелисти и библијски следбеници различити од еванђелиста                         | 1921     |
| 145 | Становништво са другим религијама различитим од претходних                                       | 15       |
| 146 | Становништво без религије                                                                        | 88       |
| 147 | Укупно пописаних домаћинства                                                                     | 4434     |
| 148 | Пописна домаћинства на челу са мушкарцима                                                        | 3321     |
| 149 | Пописна домаћинства на челу са женама                                                            | 1113     |
| 150 | Становништво у пописним домаћинствима                                                            | 18478    |
| 151 | Становништво у пописним домаћинствима на челу са мушкарцима                                      | 15466    |
| 152 | Становништво у пописним домаћинствима на челу са женама                                          | 3012     |
| 153 | Укупно домаћинстава                                                                              | 5217     |
| 154 | Укупно насељених домаћинстава                                                                    | 4434     |
| 155 | Укупно приватних кућа                                                                            | 5217     |
| 156 | Насељени приватни домови                                                                         | 4434     |
| 157 | Укупно насељених приватних кућа                                                                  | 4434     |
| 158 | Ненасељене приватне куће                                                                         | 424      |
| 159 | Појединачна домаћинства за привремену употребу                                                   | 359      |
| 160 | Становници у насељеним приватним кућама                                                          | 18478    |
| 161 | Насељеност станара у приватним становима                                                         | 4.17     |
| 162 | Просечно становника по соби у приватним насељеним домаћинствима                                  | 1.98     |
| 163 | Појединачна домаћинства са подовима од различитих материјала од земље                            | 2144     |
| 164 | Појединачна домаћинства у приземљу                                                               | 2275     |
| 165 | Појединачна домаћинства са једном спаваћом собом                                                 | 3651     |
| 166 | Појединачна домаћинства са две спаваће собе и више                                               | 758      |
| 167 | Појединачна домаћинства са једним собом                                                          | 703      |
| 168 | Појединачна домаћинства са две собе                                                              | 2879     |
| 169 | Појединачна домаћинства са 3 собе и више                                                         | 821      |
| 170 | Појединачна домаћинства која имају електрично светло                                             | 3021     |
| 171 | Појединачна домаћинства која немају електрично светло                                            | 1385     |
| 172 | Појединачна домаћинства која имају водоводну воду у стамбеном простору                           | 482      |
| 173 | Појединачна домаћинства која немају водоводну воду у стамбеном простору                          | 3933     |
| 174 | Појединачна домаћинства која имају тоалет                                                        | 4286     |
| 175 | Појединачна домаћинства која имају канализацију                                                  | 2257     |
| 176 | Појединачна домаћинства која немају канализацију                                                 | 2144     |
| 177 | Појединачна домаћинства која имају електрично светло, довод воде из јавне мреже и канализацију   | 207      |
| 178 | Појединачна домаћинства без икаквих услова                                                       | 1908     |
| 179 | Појединачна домаћинства која имају радио                                                         | 2048     |
| 180 | Појединачна домаћинства која имају телевизор                                                     | 1686     |
| 181 | Појединачна домаћинства која имају фрижидер                                                      | 519      |
| 182 | Појединачна домаћинства која имају машину за веш                                                 | 97       |
| 183 | Појединачна домаћинства која имају аутомобил или комби                                           | 111      |
| 184 | Појединачна домаћинства која имају рачунар                                                       | 63       |
| 185 | Појединачна домаћинства која имају фиксну телефонску линију                                      | 44       |
| 186 | Појединачна домаћинства која имају мобилни телефон                                               | 28       |
| 187 | Појединачна домаћинства која имају приступ интернету                                             | 7        |